# Campbellton (Novo Brunswick)
Campbellton é uma cidade do Canadá, província de New Brunswick. Sua população é de 7,798 habitantes (do censo nacional de 2001). Localiza-se ao longo do Rio Restigouche.